# Concile d'Avignon (1060)
Pour les articles homonymes, voir Concile d'Avignon.
Le concile d’Avignon  est un concile provincial tenu à Avignon en 1060 par Hugues de Cluny, légat apostolique sous le pape Nicolas II.
Il se tient un an après le concile du Latran. Il traite de questions de discipline et de réforme de l'Église. Le cas de l'évêché de Sisteron, considéré comme vacant depuis dix-sept ans, est abordé. En réalité, il avait été acheté par Raimbaud de Nice-Orange, qui en pillait le temporel. Les évêques qui occupèrent le siège durant cette période étaient simoniaques, mariés et entretenaient des concubines. Raimbaud de Nice-Orange est excommunié et Géraud Chabrier, issu de la congrégation de Saint-Laurent d'Oulx qu'il a contribué à réformer, est élu évêque.